# Hampgölen (Åtvids socken, Östergötland)
Hampgölen är en sjö i Åtvidabergs kommun i Östergötland och ingår i Storån-Botorpsströmmens kustområde.